# آنتونی کراسلند

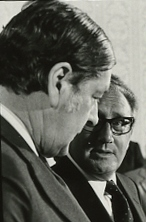
Anthony Crosland, 1976

آنتونی کراسلند (انگلیسی: Anthony Crosland؛ ۲۹ اوت ۱۹۱۸ – ۱۹ فوریهٔ ۱۹۷۷) یک سیاست‌مدار اهل بریتانیا بود.